# 反应机理

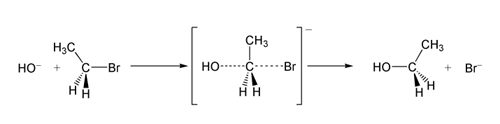
S_{N}2反应机理

化学中，反应机理（reaction mechanism）又稱反應机构、反應機制，用来描述某一化学变化所经由的全部基元反应。虽然整个化学变化所发生的物质转变可能很明显，但为了探明这一过程的反应机理，常常需要实验来验证。
机理详细描述了每一步转化的过程，包括过渡态的形成，键的断裂和生成，以及各步的相对速率大小，等等。完整的反应机理需要考虑到反应物、催化剂、反应的立体化学、产物以及各物质的用量。
反应机理中各步的顺序也是很重要的。有些化学反应看上去是一步反应，但实际上却经由了多步，例如如下反应：
{\displaystyle \ CO+NO_{2}\to CO_{2}+NO}
该反应中，实验测得的速率方程为：{\displaystyle \ R=k[NO_{2}]^{2}}。因此，反应可能的反应机理为：
{\displaystyle \ 2NO_{2}\to NO_{3}+NO} (慢)
{\displaystyle \ NO_{3}+CO\to NO_{2}+CO_{2}} (快)
每一步反應都被稱作基元反應，具有特定的速率方程和反應分子數。所有基元反應加和得到的淨反應必須與原反應相同。基元反應分為四類：加成、消除、取代和重排。 
总反应的速率方程由反应机理中最慢的一步，也就是速率控制步骤所决定。由于上例中第一步为速控步，是一个双分子反应，速率方程为{\displaystyle \ R=k[NO_{2}]^{2}}。从此很容易便可以求得总反应的速率方程。
1903年，亚瑟·拉普沃斯（Arthur J. Lapworth）通过研究安息香缩合反应，提出了第一个有机反应机理。